# Титр бактерий
Титр бактерий — максимальное разведение водной взвеси бактерий, при посеве которой наблюдается их рост.

## Установление титра бактерий
Чтобы установить титр бактерий, определённое количество исследуемого материала (почва, вода, пищевые продукты) вносят в пробирку со стерильной водой и тщательно размешивают. Затем 1 мл из первой пробирки разводят в 10 раз в следующей пробирке. Повторяя эту операцию многократно, получают дальнейшие разведения. Высевая пробы с различным разведением на элективные или дифференциально-диагностические питательные среды, предназначенные для роста определённой физиологической группы бактерий, можно получить данные о количестве в исследуемом материале гнилостных, нитрифицирующих, денитрифицирующих, целлюлозных, анаэробных и др. бактерий.

## Коли-индекс и коли-титр
При санитарно-гигиенической оценке воды и пищевых продуктов большое значение имеет титр кишечной палочки — так называемый коли-титр. Также имеет значение коли-индекс, количественный показатель фекального загрязнения воды или пищевых продуктов. Определяется числом микробов — нормальных обитателей кишечника человека (главным образом кишечной палочки — Escherichia coli) в 1 л или 1 кг субстрата. Коли-индекс — важный критерий санитарно-гигиенического контроля.
Согласно международным нормам очистки сточных воды в установках любого принципа коли-индекс должен быть менее 2500, а для Украины — менее 1000 (2011 год).